# سرزمین های فرادریایی اسپانیا
سرزمین‌های فرادریایی اسپانیا (به اسپانیایی: tish Overseas Territories espain) مجموعه‌ای از  قلمروهایی است که تحت قیمومیت اسپانیا قرار دارد.قلمروی اسپانیا افزون بر سرزمین اصلی شامل جزایر بالئاری در دریای مدیترانه، جزایر قناری در سواحل آفریقایی اقیانوس اطلس، دو شهر خودمختار سئوتا و ملیلیه در آفریقای شمالی هم‌مرز با کشور مراکش و چندین جزیره مسکونی و غیر مسکونی دیگر از جمله آلبوران، شافاریناس، آلوزماس و ولز د لا گومرا می‌باشد.آلبوران، شافاریناس، آلوزماس و ولز د لا گومرا می‌باشد.

## فهرست
- جزایر بالئاری
- جزایر قناری
- آلبوران
- شافاریناس
- آلوزماس
- ولز د لا گومرا
- ملیلیه
- سئوتا